# Светско првенство у одбојци за мушкарце до 21 године 2007.
Светско првенство 2007 за мушкарце до 21 године које је било Светско првенство за мушкарце до 21 године одржало се од 7 до 15. јула 2007 у Рабату и Казабланци, Мароко.

## Такмичари
| Group A                                 | Group B                                                            |
| --------------------------------------- | ------------------------------------------------------------------ |
| Мароко Куба Иран Италија Јапан Бугарска | Бразил Аргентина Сједињене Америчке Државе Египат Словенија Русија |

## Коначни редослед медаља
|        |        |        |  |  |  |
| Злато  | Сребро | Бронза |  |  |  |
| Бразил | Русија | Иран   |  |  |  |